# Acide hipposudorique
L’acide hipposudorique est un pigment rouge des sécrétions cutanées d'hippopotames. Tout comme l'acide norhipposudorique, son analogue orange, l'acide hipposudorique agit comme écran solaire et comme antimicrobien. Sa biosynthèse procède par dimérisation oxydante de l'acide homogentisique.

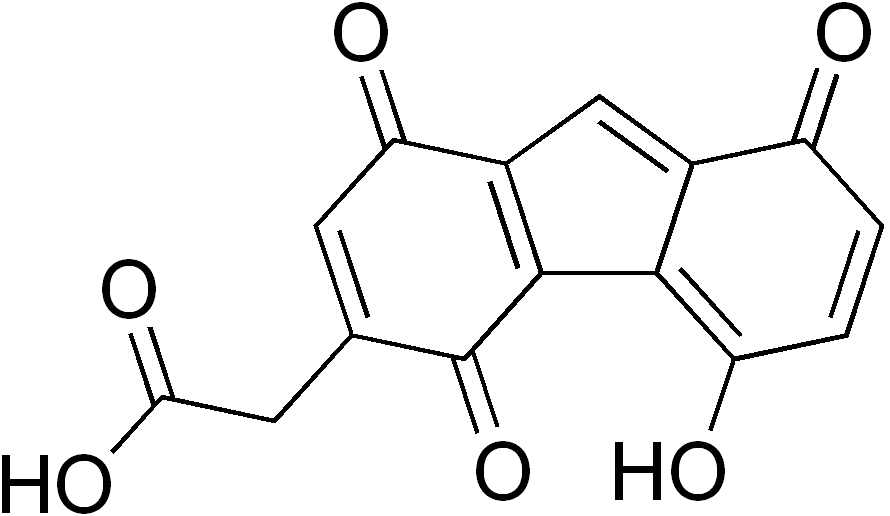
Acide norhipposudorique.

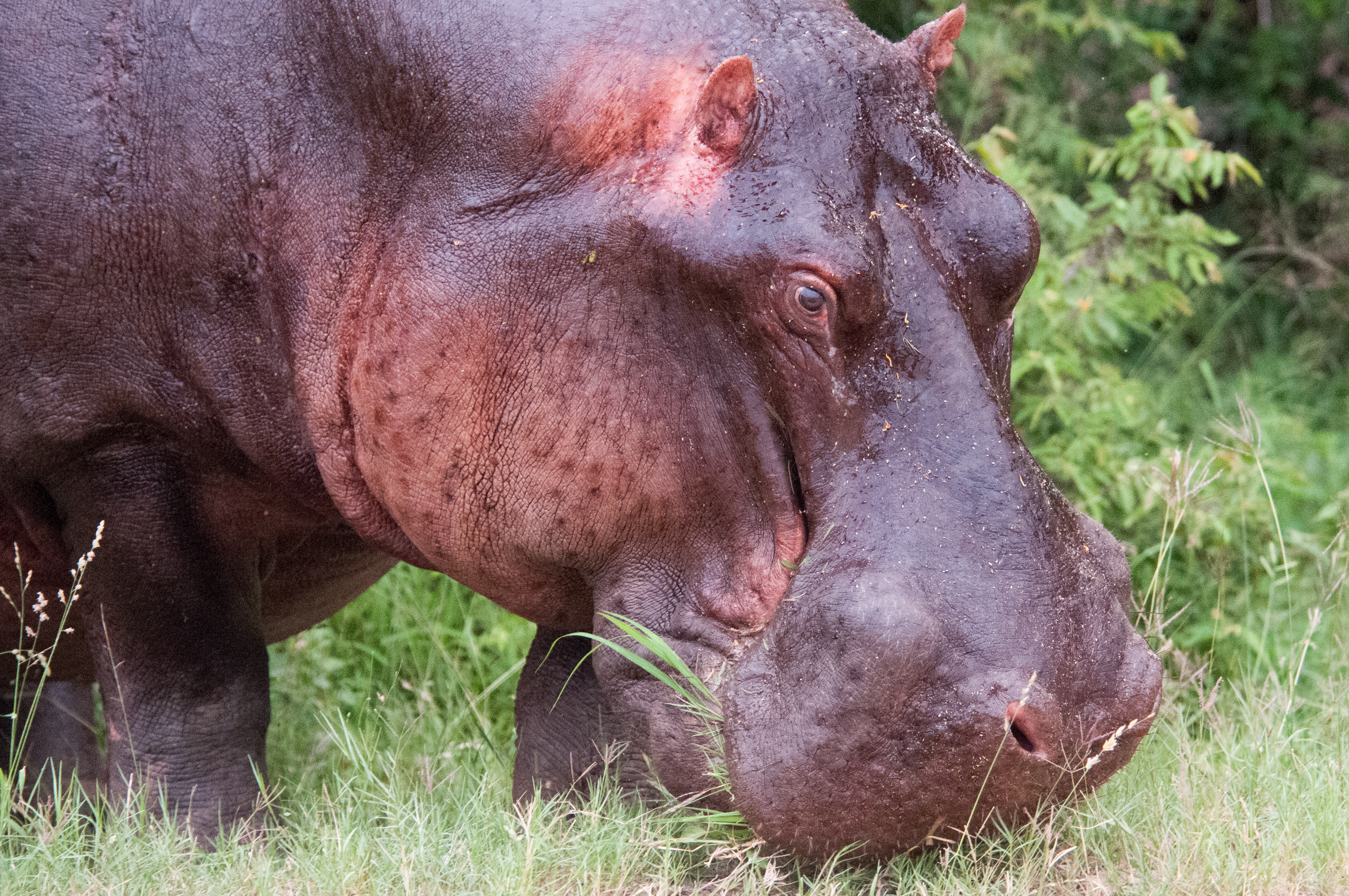
Sécrétions roses d'un hippopotame.